# Karen Dolva
Karen Marcussen Dolva (Noruega, 1990) es una informática y empresaria noruega. Es cofundadora y directora ejecutiva de la empresa No Isolation.

## Trayectoria
Karen Dolva estudió informática y diseño de interacción en la Universidad de Oslo, en la capital de Noruega. Después de graduarse, trabajó para una incubadora de empresas centrada en la tecnología llamada StartupLab y ubicada en Oslo. Posteriormente cofundó la consultora UX Lab. En octubre de 2015, fundó la empresa No Isolation, con Marius Abel y Matias Doyle, de la que es desde entonces su directora ejecutiva. La empresa desarrolla y alquila robots de telepresencia para permitir que los niños enfermos asistan a la escuela. El prototipo se probó en febrero de 2016.
La empresa y Karen Dolva en su papel de fundadora y directora ejecutiva de No Isolation recibieron mucha atención mediática después de la presentación del robot en Noruega. El Ministro de Salud, Bent Høie, visitó la empresa en el verano de 2016 y Karen Dolva apareció en el programa de entrevistas noruego Lindmo en 2019. Al robot de telepresencia le siguió el proyecto “Komp”, cuyo objetivo es facilitar el contacto de los mayores con otras personas. Ambos productos recibieron una renovada atención de los medios como resultado de la pandemia de COVID-19.

## Reconocimientos
- En 2018, Dolva recibió el Premio Europeo para Mujeres Innovadoras dotado con 20.000 euros, en la categoría de Innovadoras emergentes, que reconoce a mujeres emprendedoras excepcionales menores de 30 años.[11]
- La revista Forbes la nombró como una de las 50 mujeres líderes en tecnología del mundo en 2019.[12]
- En noviembre de 2020, Dolva fue incluida en la lista de las 100 mejores mujeres de 2020 de la BBC[13] por su negocio, No Isolation, por ayudar a las personas a lidiar con los sentimientos de "soledad del encierro".[14]